# Communauté rurale de Sandiara
La communauté rurale de Sandiara est une communauté rurale du Sénégal située à l'ouest du pays. 
Elle fait partie de l'arrondissement de Séssène, du département de M'bour et de la région de Thiès.

## Zone industrielle de Sadiara
Le président de la République, Macky Sall a signé le 22 novembre 2017 le décret portant création de la zone industrielle de Sadiara. Après la pose de la première pierre, en mars 2015, l’Agence pour la promotion des sites industriels (Aprosi) et la commune de Sandiara ont signé une convention de partenariat pour le financement de l’aménagement, la promotion et la gestion de la Zone industrielle pour un montant estimé à 250 millions de FCfa. Cette initiative, notamment le Plan Sandiara émergent (Pse-2035), s’inspire du Plan Sénégal émergent (Pse). Ce montant servira à l’électrification, à la construction des voies de circulation et à l’adduction d’eau de la zone d’une superficie de 50 hectares. 60 milliards de FCfa d’investissements et 10.000 emplois sont attendus à travers ce projet. 30 demandes d’implantation d’usines et de centres de recherche sont déjà enregistrées, autorisées ou en cours d’évaluation. Ces usines vont accueillir les 1.500 élèves du lycée professionnel de Sandiara dans le cadre de la formation par alternance. Les redevances industrielles, la patente et les impôts qui seront collectés serviront à financer le développement social, culturel et économique de la commune. Il s’agit d’une innovation majeure dans le financement des communes sénégalaises.